# モーリス・マリーナ

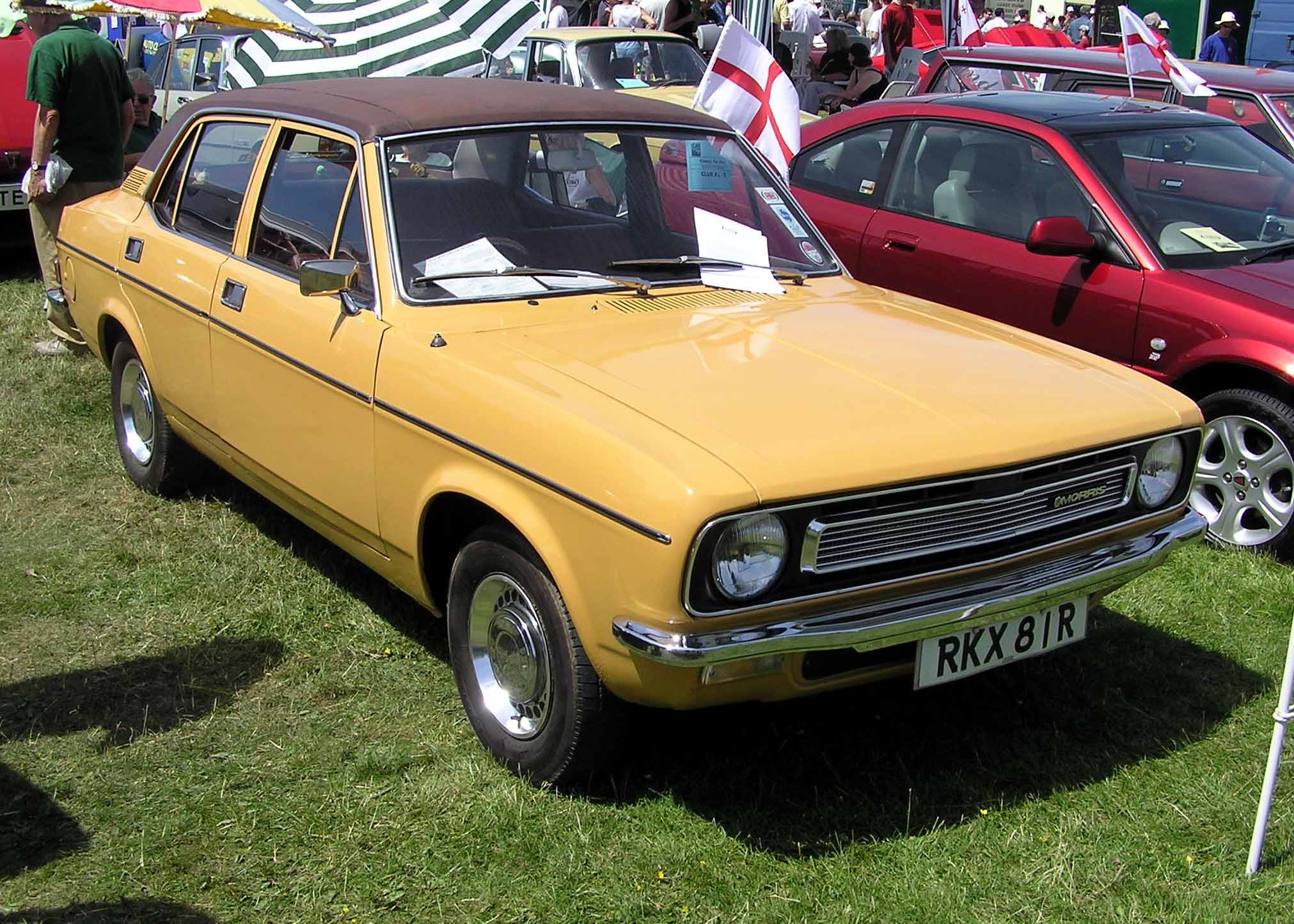
マリーナ

マリーナ（Marina）は、イギリスのブリティッシュ・レイランドのモーリス部門で1970年から1980年に製造された乗用車である。また販売する地域、市場によりオースチン・マリーナ、レイランド・マリーナ、モーリス1700とも呼ばれていた。
FFのオースチン・アレグロと共通のエンジンを使用し伝統的な後輪駆動としたモデルで、1975年にマイナーチェンジを受けマリーナ2となった。
1.3L・直列4気筒OHV60hp、もしくは1.8L・87hpエンジンを積む。のち1.8は新開発の1.7Lに置き換えられた。サスペンションはフロントがトーションバーの独立、リアがリーフリジッドである。
本車はイギリス国内のみならず、世界各国に輸出・販売された。そのうちオーストラリアと南アフリカではレイランド・マリーナ、ニュージーランドではモーリス1.7、北米ではオースチン・マリーナという車名で販売された。
1980年には製造販売を終了し、後継車両のモーリス・イタルに引き継がれたが、これは外装を一新し、フロントサスペンションの改良などが施されたものの、中身は大きく変化していない。
生産期間中は、イギリスでは人気のあった車で、1973年にはイギリスでの販売台数で首位のフォード・エスコートと僅差で2位に迫り、それ以外の年でも定期的に3位か4位を獲得した。この車は北米を含む世界中に輸出され、オーストラリア、ニュージーランド、南アフリカ、マレーシアでも現地組立が行われた。
反面、旧式の既存車種パーツを流用して設計されたことや、後継車種の登場の遅れから陳腐化した状態で長年にわたり生産されたことなどから、イギリスのカーメディアでは同時期にデビューしたオースチン・アレグロなどとともに同国自動車産業低迷期の象徴として批判にさらされることがある。さらに製造品質水準の悪さや防錆対策の不備などの風評から、本車を「ワーストカー」であると酷評する声もある。しかし近年ではこれら風評について再検証が進んだことで、「平凡だが質実剛健な大衆車」として本車を再評価する声もある。

## 沿革

### 開発に至る過程
マリーナは「ADO28」のコードネームで開発された。きっかけは、1968年にレイランド・モーターズがブリティッシュ・モーター・ホールディングス（BMH）と合併し、ブリティッシュ・レイランドが発足したことにあった。BMHは、英国の民族資本系2大自動車メーカーであるオースチンとモーリスの親会社である。
レイランド出身者を中心とする新経営陣は、BMHで開発中の新車が、開発最終段階のオースチン・マキシと、ミニの後継車（9X）の暫定デザイン以外にない、という事実を知り、衝撃を受けた。当時のBMHで後輪駆動式の大衆市場向け製品は、1948年発売のモーリス・マイナーと、1950年代末期の原設計になる「ファリーナ」系サルーンシリーズで、年々パワーアップこそ図られてはいたが、いずれも甚だしく旧態化していた。BLでは、マイナーとファリーナの小型モデル双方を代替するモデルの開発計画を急ぎ、完全に刷新した新型車を5年以内に市販化することにした。
複数ブランド間で明確な差別化を図るため、BLは保守的・伝統的な設計の車をモーリスのブランドで発売し、より冒険的な車をオースチンとして、あるいはオースチン・アレグロやプリンセスなどの新ブランドとして販売する方針とした（後者は具体的には、アレック・イシゴニスが開発した進歩的な横置き前輪駆動レイアウトの採用を意味した）。こうしてADO28は、モーリスのネームで販売されることが決定した。それは、フォード・エスコートやヴォクスホール・ヴィーヴァといった大衆車同様、伝統的な固定軸・後輪駆動のドライブトレインを使用することになった。この戦略は、BLの輸出市場での販売改善も目的としていた。南アフリカ、オーストラリア、ニュージーランドなどのイギリス連邦市場は伝統的にブリティッシュ・レイランド各車の大規模な市場であったが、前衛的なBMC系前輪駆動車は、道路整備が不十分なこれらの国で使用するには、複雑すぎ壊れやすく不適と考えられたためである。結果マリーナは、冒険を避けて単純化した設計とされた。
当時英国フォードの人気車種であるエスコートとコーティナに対して、それぞれ直接対抗する2車種を開発するには予算が不足していたため、BLでは2車の中間にADO28のサイズを設定するという「二兎を追う」方針を採った。
当初この車の設計を担当したのは、英国フォードでコーティナ・マークII（1966年発売）のデザインを手がけてから移籍してきたロイ・ヘインズであり、それ故かコーティナ・マークⅡとマリーナにはいくつかの類似点がある。ヘインズの当初のアイデアは、クーペとサルーンの2バージョン生産であった。クーペは高級かつスポーティなバージョンであり、コーティナの駆動系を流用して開発されたスペシャリティ、フォード・カプリにぶつけることで若者層に訴求、サルーンモデルはカンパニーカーやファミリーカーといったより大きな市場向けのものとした。
ヘインズはまた、現在では多くのメーカーが採用する、モデル間でフロアパン設計を共有化するシステムを提案した。マリーナは、そのアイデアを採用した最初の事例であった。このアイデアは、長期で見れば広範な部門で多数の別ブランド車を販売する自動車会社に大きな潜在的利益をもたらすものであったが、当時のBL経営陣には過激すぎると考えられた。ヘインズの代わりにトライアンフの設計者であるハリー・ウェブスターがプロジェクト推進のため起用され、ヘインズはすぐに会社を去った。

### 泥縄の開発
このようなもたつきによる開発期間長期化と、技術担当者が入れ替えられ、あるいはさまざまな関係者の思惑で設計が頻繁に変更されたことは、マリーナの開発に（悪い意味で）影響を与えた。本来、ベーシックでありきたりな設計である筈のマリーナは、技術・スタイリングとも尖鋭的なオースチン・アレグロよりも、開発コストがかさんでしまったのである。これはBLのプロジェクト立案とコスト管理のまずさの典型例として批判されている。車が世に出る前から問題は膨らんでいった。
マリーナは当時の一般的な設計で、スポット溶接組立のモノコックボディに縦置きにエンジン・トランスミッションを搭載、半楕円リーフスプリングとテレスコピックダンパーで吊られた後車軸をオープンプロペラシャフトで駆動した。これ自体はごく普通の構造であったが、通常車軸両端近くに垂直に装備されることが望ましいダンパーを、バックボーンの役割を果たすフロアセンターのトンネル後部に向けて傾斜したレイアウトで装備した。それはダンパーのスムーズな動きを妨げ、後輪に好ましくないバンプステアを発生させがちとなった。英国フォードもエスコートの初期型でこの問題を起こし、早々に改良していたのであるが、BLは（おそらくコスト上の理由から）マリーナのダンパーをそのまま放置した。
マリーナはもともとSOHC方式の新しいBMC・Eシリーズエンジンを使用するように企画された。だがEシリーズにはいくつかの設計上の問題があった。モジュラーエンジンの設計で排気量のバリエーションを増やすためには、4気筒と6気筒の使い分け、またはピストンストロークの延長が考えられ、Eシリーズはそれらの選択肢に合わせてボアサイズは標準的なものとしていた（もちろんボアサイズへの固執がなければ、ボアアップ配慮の設計も考えられる。例えば日産・L型エンジンのような）。しかし時世の変化で、イギリス市場での2リッター未満の小排気量6気筒は（トライアンフ・ヴィテスなどを最後に）廃れてしまい、Eシリーズでは6気筒が作られなかった。
残る排気量アップの手段であるストロークアップが企図されたが、これはコストにはほとんどプラスにならなかった。当然だが排気量の大きいエンジンは背が高くなってしまったのである。しかも燃料ポンプ位置の関係で、シリンダー配置を傾斜させるという（この時代にしばしば用いられるようになった）全高抑制策もとれなかった。加えてウォータージャケットを隣接するシリンダー同士で共用せねばならないレイアウトになっていた。これらEシリーズの欠点は、先行搭載したオースチン・マキシではオーバーヒートやオイル焼けを招く問題の原因になった。
問題に懲りたBLでは、マリーナのエンジンを急遽、旧式だが信頼性が高く、全高はEシリーズより低い、BMC・Aシリーズ1.3LおよびBシリーズ1.8L――1960年代以前のBMC黄金期を担ったOHVの2大主力エンジン――に置き換えて開発を進めることとしたが、ボディの設計は既にEシリーズに合わせて完了していた。おかげでフロントノーズが高くなり、ウエストラインからリアエンドに至るデザインを糊塗せねばならなかったため、リアエンドがまとまらないデザインになった。(なお、Aシリーズ・エンジンに対するBL社の信頼は厚く、1980年デビューのローバー・メトロにおいてもAシリーズ・エンジンが採用されている。)
度重なる再設計のせいで、マリーナの開発は後になればなるほど駆け足状態となった。とうとう役員会は時間とコスト削減のため、英国フォードが1950年代から用いて世界的に小型車標準となりつつあったマクファーソン・ストラット式のフロントサスペンション採用を断念し、アレック・イシゴニスが第二次大戦直後に設計した、モーリス・マイナーの縦置きトーションバー支持ダブルウィッシュボーン式サスペンションをまるごと流用することにした。このフロントサスペンションは、アッパーボールジョイントがホイールを支え、油圧式レバーアームダンパーに作用するトラニオン上で揺動するロアアームで構成された。レバーダンパーは初期のテレスコピックダンパーに比べ、悪路での乗り心地は優れていたが、1948年にはイギリス製小型車の最先端だったこの構造も、1970年ともなれば他社ではとうに廃れた完全に前時代的なものであった。強いてこのフロントサスペンションを採用し、さらにセッティングを誤った結果、初期のジャーナリスト向けサンプルカーにおいては高速走行時のハンドリングや操縦性がひどく劣化した。BL社は、サンプルカーに対するフィードバックを反映し、市販車においてはセッティングを見直すことでハンドリング・操縦性の問題を大幅に改善した。しかし、市販車ではなくサンプルカーによってテストを行っていた多くのレビュアーはアンダーステアリングの問題を指摘し、大衆の間での悪評につながる結果となった。
新調する予定であった4速ギアボックスも断念され、フルシンクロ4速だがトライアンフ・トレドの流用品で済まされた（それはフロアシフト式となった）。オプションの自動変速機は従来のBLで多く使われてきた全自動3速のボルグワーナーBW35が用いられた。
さらなるコスト削減策として、マリーナのクーペバージョンのフロントドアは、サルーン用と同じものとなった。確かにツールや組み立て過程のコスト削減とはなったが、ロイ・ヘインズが当初企図したようなスポーティに差別化されたイメージを欠き、明らかにサルーンモデルの派生版にしか見えないクーペになってしまった。これではクーペを付加価値のあるスペシャリティとして売り込めるものではなく、1.3L2ドアクーペはシリーズの廉価帯カバー用に落ちぶれた。従って古物のモーリス・マイナー2ドアに代わり、フォード・エスコートやヒルマン・アヴェンジャーの2ドアサルーンと直接競合する羽目になった。一方1.8Lクーペは、BLにおける直接の前任モデルがなく、競合車種としてはフォード・カプリやヴォクスホール・フィレンツァがあった。マリーナ・クーペのスポーティなスタイルは、多くの消費者や評論家に期待を抱かせたが、中身は標準のサルーンと同じで、期待外れなものであった。1.3Lサルーンは4ドアのマイナーを置き換え、1.8Lサルーンはオースチン／モーリスの「ファリーナ」サルーンを代替した。
スポーツタイプのTCバージョンには、MG・MGBと同様のツインキャブレターエンジンが搭載され、性能を高めていた。またBLスペシャルチューニング製のボディキットを装着し、前後スポイラーやアルミホイール、フォグランプ等の追加も可能であった。
人間工学的におかしな事態が起きた――（なぜそうなったのかわからないのであるが）ダッシュボードのラジオと警告灯が、運転席でなく助手席に向いていた。フロントガラスのワイパーまでもがドライバーと「反対側」にあった。試作車に乗ったテストドライバーから、一定速度で気流が発生すると、フロントピラーに最も近い側のワイパーがガラスから浮き上がり、ドライバーの視線を妨げるおそれがあるとの報告を受けて、市販モデルは逆向き通行の国に輸出するかのようにワイパー位置を組み替えたというが（市販マリーナのワイパーは確かに逆組みである）、浮き上がり問題が起きないときはむしろ払拭面積の狭い側にドライバーが位置する人間工学的問題が大きい。
問題は工場の整備でも発生した。BLでは、オックスフォードのカウリーにある旧モーリス工場でのマリーナ生産を決定したが、この工場は1920年代からほとんど改良されていないために生産能力が不足しており、設備を再構築せねばならず、設計・生産のコストが大幅にかさんだ。例えば、エンジン組立ラインは市道によって分断されていたので、地元への補償策として陸橋を建設しなければならず、その費用もコストに上乗せされた。
設計開始から生産着手まで、わずか18ヶ月で完了した――後から見れば相当な無理があったことは否定し難い。

### 市場投入後
新型車のマリーナは1971年4月27日にイギリス国内市場に投入され、翌5月からカウリー工場では夜間生産が始まった。メーカーは週産2,000台と報告していたが、1971年末までには週産5,000台に引き上げると楽観的な予測を立てていた。発売11ヶ月後の1972年3月29日には10万台目のマリーナ（1.8TCバージョン）がカウリーをラインオフした。
1.8Lのマリーナ・エステートは18ヶ月遅れの1972年に投入され、ファリーナのエステートバージョンを置き換えた。これによりサルーン、クーペとエステート、それに商用のバン、ピックアップが追加され、ともかくフォードのコーティナやカプリを相手に戦える状態となった。1973年2月には2年足らずで25万台のマリーナを生産したと発表された。
Bシリーズ派生で開発された1.5リッターディーゼルエンジンバージョンは、税率がディーゼルに有利なヨーロッパの一部の国で提供された。発売元にもよるが、37～40馬力程度の低出力で、1977年から1980年の間に3,870台が生産されるに留まった。当時のイギリスではディーゼルエンジン乗用車が一般的でなかったので、販売されなかった。
BLのスペシャルチューニング部門（S/T部門。主にBLワークスのスポーツモデルの開発と、BL製品を使用したプライベートエントリーの技術サポートを担当）は、マリーナのために様々なアップグレードを図ったが、それらは（技術的には）特別注文でロードカーにも装着できた。S/T製品には、フロントサスペンションにテレスコピックダンパーを装着するキット（最終的にはイタルに装着）や、リアダンパーに別個のタレットを装備してより効果的な垂直方向に変換するアダプターキットが含まれていた。これらのチューニングを施せばマリーナの走行性能は大いに高まったが、市販マリーナの基本仕様には結局反映されなかった。フロントサスのテレスコピックダンパー化パーツがのちにイタルで採用された事実からしても、BLの技術陣はマリーナの本質的な問題点をよく理解しており、経営上の障害がまともな改良を妨げていたと判断できる。
オーストラリアと南アフリカではレイランド・マリーナ、ニュージーランドではモーリス1.7（1979-81年、Oシリーズをフェイスリフトしたもの）として、北米ではオースチン・マリーナとして販売された。
ファミリー向けに人気があり、車体色のネームはラセットブラウン、ハーベストゴールド、ライムフラワーグリーン、ミッドナイトブルー、ティールブルー、ブレイズオレンジ、ダマスクレッド、そしてブラックチューリップと呼ばれる1970年代に特徴的な紫色が用意された。この車は、一般的に類似クラスのフォード・コーティナ（とやや小さなフォード・エスコート）、ヴォクスホールのヴィーヴァやキャヴァリエ、クライスラーUKのヒルマン・アヴェンジャー／ハンターとの競合車種であった。基本的なスタイリングはそれら外資系の競合車種と共通し、流行していたアメリカ車のスタイリング要素を、ヨーロッパ市場に受容される程度に薄めて採用していた。
BLは常に労働争議問題を抱えており、マリーナもその影響を喰った一つであった。BLの労働争議が雇用を圧迫する一方、競合するヨーロッパ大陸や日本のメーカーはこの時代、フォルクスワーゲン・ゴルフに代表される、マリーナなどが太刀打ちできない革新的な設計のモデル、そうでなかったとしてもダットサンB110/210のような信頼性の高い製品を投入した。マリーナを置き換えるべきモデルやBLの他車種発売が幾度となく延期されたことで、問題はさらに深刻化した（最終的に1983年-84年にオースチン・マエストロやオースチン・モンテゴとして投入）。この頃までには、レイランドはオースチンとモーリスを別々の車種にするという考えを放棄していた。後輪駆動のモーリス、前輪駆動のオースチンで十分な車種を開発・生産する能力と資金がBLにはなく、1970年代をもたついて浪費する間に市場では前輪駆動が主流になっていった。
わずかながら変化もあった。1975年に行われたフェイスリフトで、マリーナはラジエーターグリル、ダッシュボード、シート、サスペンションの変更、遮音性向上が図られた。1977年5月、マリーナはアレグロと同型のシートをディーラー装備開始した。SOHCのOシリーズエンジン（レイランド・プリンセスにも搭載）は、1978年に1.7Lで登場、従来のBシリーズ1.8Lを置き換えた。
経営難に陥ったBLは、1975年のライダーレポートにより政府から救済を受け、マイケル・エドワーズがマネージャーに就任した。彼のリーダーシップの下、BLはジョルジェット・ジウジアーロのイタルデザインの手で、マリーナの更新を試みた。だがイタルデザインはメカニズムを改良したわけでなく、外観に手を加えただけであった。その産物である1980年のモーリス・イタルは、大型のリアランプクラスターと新しいフロントエンドを備えるが、基本設計が1971年以来のままであった。イタルは4年間存続し、1984年初頭にようやく新設計のオースチン・モンテゴに置き換えられた。

### 製造期間中と製造終了後の評価
マリーナの世評はスタートから良好でなかった。開発と生産準備の最終段階が急がれたことが災いした。
自動車ジャーナリズムに提供された試乗車の多くはフロントサスペンション設定が不良で、車が旋回時にロールしてもキャンバーが変化せず、「ほとんど英雄的」（"almost heroic"）なレベルの強いアンダーステアが発生した。これはシリーズでもパワフルな1.8および1.8TCで特に問題となった……だいたいプレス向け試乗車にはそれら上級グレードが選ばれやすかった。マリーナは、特に刺激的でシャープなハンドリングを意図して設計されたわけではないが、初期の問題が原因で、ロードテストのレポートでは不評であった。『What Car?』誌はレビューでマリーナのアンダーステアを「顕著」と表現したが、車全体としては「控えめでよく設計されている」と評価した。
初期生産のマリーナに装着されていたオリジナルのフロントサスペンションには、すぐに別のロアリンクアームが追加された。推定では初期型サスペンション装着車は約3万台が市販されたと考えられているが、多くはディーラーで前輪サス設定を遡って修正され、発売後半年足らずの1971年9月までには、生産ラインで前輪サスが変更されていた。
1975年のマリーナ・マーク2ではより包括的なサスペンション変更が施され、アンチロールバーが追加された。マリーナに装備されていた往年のモーリス・マイナー由来のフロントレバーアーム式ダンパー（それは1950年代にはとうに時代遅れになっていた）が、ようやく時代相応なテレスコピックダンパーに変更されたのは、イタルへのモデルチェンジ後の1982年であった。
メディアや自動車雑誌界隈からの批判があったが、それでもマリーナはイギリス市場では非常に人気があり、生産期間中は国内のベストセラー車種の一つで、1973年にはフォード・コーティナに次いで第2位の販売実績を獲得した。ともかくもこの車は、平均的所得のファミリー層やビジネスマン向けの、気取らない量産大衆車という開発目標は達成していた。
単純でやや古くさいデザインのマリーナは、主にカンパニーカー購入者への訴求を意図していた。カンパニーカー市場は当時、フォードがエスコートやコーティナで独占していた。BLのオースチン製品は、前輪駆動や油圧連動のハイドロラスティックサスペンションを備えており、高価でメンテナンス費用もかかるため、これらの利益率の高い市場での販売は低迷した。一方マリーナのフロントエンジン・リアドライブレイアウトは、同時期のフォード製品をはじめとする競合の量産サルーンと同じで、その点では有利であった。フォードが市場での圧倒的優位ではあったが、マリーナも市場競合で大きなシェア獲得に成功し、高セールスを記録した。だが、どちらかといえばぱっとしない実用車というマリーナの世間的イメージは変わらなかった。
マリーナとイタルを通算した累計生産は120万台を超え、BLの生産した車ではミニに次ぐ記録を持っている。1975年以降にマリーナの販売台数を上回ったのは、オースチン・メトロだけであった。マリーナの生産は10年近く続き、オーストラリアやニュージーランドの輸出市場で一定の人気を博したほか、英国全土でも807,000台以上が販売された。
後継モデル開発までのつなぎの設計と見なされていたが、1970年代中期～末期のBLが直面した生産技術の問題や労働問題に制約され、マリーナは簡易なフェイスリストや内装変更以外、ほとんど変更されずに生産が続いた。この時代のBL車の例に漏れず、品質問題が常につきまとったことや、新しいモデルを市場に訴求できなかったBLのイメージダウンが続いたこともあり、販売台数を伸ばしたにもかかわらず、マリーナの悪評は固まってしまった。10年経過したマリーナの見てくれのみを化粧直ししたモーリス・イタルが後継モデルとして提示されたことで、メーカー共々時代遅れ・停滞のイメージは更に強まった。ただし、モーリス・イタルが社用車などとして人気であり、好調なセールスを記録していた点については留意する必要がある。
長年、この車はジャーナリスト、ライター、自動車評論家から、史上最悪の車の一つとして頻繁に取り上げられていた。自動車愛好家にとって決して魅力的な車ではなく、悪評でもって語られることの多い本車ではあるが、近年では車内空間の広さやシンプルな機械的構造など、社用車やファミリーカーなどとして広く受け入れられた側面を再検証することで「平凡だが質実剛健な大衆車」として本車を再評価する声もある。

### 近年の状況
車体の防錆性が低い事、愛好家がクラシックカーとしての希少性を見出さない事、またエンジンやサスペンションなどの部品がドナー車としてモーリス・マイナーなど他のより人気のあるBL車に転用されるケースが多い事は、モーリス・マリーナの生存を難しくしている。
2006年8月に雑誌Auto Expressが実施した調査によると、これまでイギリスで発売されたモーリス・マリーナ 807,000台のうち、745台が現役であるとされている。これは、1000台売られたうちの1台にも満たない数字とされており、ここ30年で売られた車の中で最も廃車率が高かったということになる。
2016年2月の調査によると、現在イギリス国内で現役のマリーナは265台であるとされる。ただしこのデータは、SORN（一時登録抹消）された車を含んでいない。

### テレビ番組「トップ・ギア」での扱い
BBC2で放送されているテレビ番組『トップ・ギア』ではマリーナがギャグとして頻繁に壊されるため、一部のマリーナの愛好者から抗議を受けることもある。また、リチャード・ポーターが著した『トップ・ギア』関連書籍 Crap Cars において、マリーナは最低車種ランキングの第4位にランクインしている。